# Коровчинский сельсовет
Коровчинский сельсовет (бел.  Кароўчынскі сельсавет) — упразднённая административно-территориальная единица Дрибинского района Могилёвской области Республики Беларусь.

## Географическое положение
В числе сельсовета входили 9 деревень, в которых на 2011 год насчитывается 501 хозяйство и проживает в них 1143 человека.
На территории Коровчинского сельсовета расположены следующие сельскохозяйственные предприятия: УКСП "Совхоз"Первомайский", фермерское хозяйство «Ринг» расположено в деревне Слободка Дрибинского района.
В деревне Коровчино имеется средняя школа, детское дошкольное учреждение «Теремок», амбулатория врача общей практики, сельский дом культуры, сельская библиотека, централизованная детская школа искусств, дом ремёсел деревни.
Агроэкотуризм представлен объектом «Рыбацкое подворье».
На территории сельсовета находится обелиск погибшим воинам землякам в годы Великой Отечественной войны расположенный в деревне Коровчино.
Работает пять торговых объектов и автолавка, бытовое обслуживание население осуществляет Коровчинский комплексный приёмный пункт. Работает 6 домов социальных услуг по населённым пунктам.

## Население
- 1999 год — 1530 человек
- 2010 год — 1032 человека

## Состав
Включал 9 населённых пунктов:
- Жевань — деревня.
- Коровчино — деревня.
- Полуи — деревня.
- Слободка — деревня.
- Солнечная — деревня.
- Хасевка — деревня.
- Шатнево — деревня.
- Шестаки — деревня.
- Юровка — деревня.